# ドリカス・デュ・プレシ
ドリカス・デュ・プレシ（Dricus du Plessis、1994年1月14日 - ）は、南アフリカ共和国の男性総合格闘家。実業家。ウェルコム出身。チームCIT・MMA所属。元UFC世界ミドル級王者。UFC世界ミドル級ランキング1位。UFCパウンド・フォー・パウンド・ランキング11位。南アフリカ人史上初のUFC世界王者。第4代KSWウェルター級王者。名前の頭文字をとって「DDP」とも呼ばれる。

## 来歴
アフリカーナーの家系に生まれる。5歳で柔道、12歳でレスリングを始め、また、並行してラグビーにも取り組み、ポジションはフランカーだった。14歳の時にキックボクシングへ転向し、17歳でWAKOのK-1部門で南アフリカ人初の世界王者となったが、キックボクシングのファイトマネーでは生計を立てることが難しいと考え総合格闘技へ転向した。プレトリア大学在学中の2013年にプロ総合格闘技デビューし、最終的に総合格闘技のキャリアを追求するために大学を中退した。
2018年4月14日、KSW 43のKSWウェルター級タイトルマッチで王者ロベルト・ソルディッチと対戦し、左フックでダウンを奪いパウンドで2RKO勝ち。王座獲得に成功し、パフォーマンス・オブ・ザ・ナイトを受賞した。
2018年10月6日、KSW 45のKSWウェルター級タイトルマッチで挑戦者ロベルト・ソルディッチと再戦し、左ストレートでダウンを奪われパウンドで3RTKO負け。王座から陥落したものの、ファイト・オブ・ザ・ナイトを受賞した。

### UFC
2020年10月11日、UFC初参戦となったUFC Fight Night: Moraes vs. Sandhagenでマルクス・ペレスと対戦し、左フックでダウンを奪いパウンドで1RKO勝ち。
2021年7月10日、UFC 264でトレヴィン・ジャイルズと対戦し、右ストレートでダウンを奪いパウンドで2RKO勝ち。パフォーマンス・オブ・ザ・ナイトを受賞した。
2022年7月2日、UFC 276でミドル級ランキング12位のブラッド・タヴァレスと対戦し、3-0の判定勝ち。
2022年12月10日、UFC 282でミドル級ランキング10位のダレン・ティルと対戦し、リアネイキドチョークで3R一本勝ち。ファイト・オブ・ザ・ナイトを受賞した。
2023年3月4日、UFC 285でミドル級ランキング5位のデレク・ブランソンと対戦。2R終了間際にブランソンのセコンドがタオルを投入し、コーナーストップでTKO勝ち。
2023年7月8日、UFC 290でミドル級ランキング2位の元UFC世界ミドル級王者ロバート・ウィテカーと対戦し、大方の予想を覆してスタンドパンチ連打で2RTKO勝ち。パフォーマンス・オブ・ザ・ナイトを受賞した。

#### UFC世界王座獲得
2024年1月20日、UFC 297のUFC世界ミドル級タイトルマッチで王者ショーン・ストリックランドに挑戦し、2-1の5R判定勝ち。南アフリカ人史上初となるUFC王座獲得に成功し、ファイト・オブ・ザ・ナイトを受賞した。試合後のインタビューでは元UFC世界ミドル級王者イスラエル・アデサンヤに対戦をアピールした。
2024年8月18日、UFC 305のUFC世界ミドル級タイトルマッチでミドル級ランキング2位の挑戦者イスラエル・アデサンヤと対戦。スタンドの攻防で劣勢に立たされるも、4Rにパンチ連打からテイクダウンを奪いリアネイキドチョークで一本勝ち。王座の初防衛に成功した。
2025年2月8日、UFC 312のUFC世界ミドル級タイトルマッチでミドル級ランキング1位の挑戦者ショーン・ストリックランドと再戦。4Rに右ストレートでストリックランドの鼻を折るなどスタンドで終始優勢となり、3-0の5R判定勝ち。2度目の王座防衛に成功した。

#### UFC世界王座陥落
2025年8月16日、UFC 319のUFC世界ミドル級タイトルマッチでミドル級ランキング3位のカムザット・チマエフと対戦し、グラウンドで試合を終始コントロールされ0-3の5R判定負け。王座から陥落した。

## 人物・エピソード
- ニックネームの「スティルノックス」（Stillknocks）は、ヨーロッパの睡眠導入剤Stilnoxに由来し、アマチュアキックボクシング時代にノックアウトで相手を眠らせるという意味で付けられた[13]。
- 2023年4月に鼻中隔湾曲症の手術を受けており、コーチのモーン・ヴィッサーによると、それまでデュ・プレシは呼吸で僅か8%しか酸素を吸入できていなかったことを明かしている。手術は当初2020年に行われる予定であったが、デュ・プレシが同年にUFCと契約したため延期された[14]。
- 土地収用を巡ってアメリカと南アフリカが対立する中、デュ・プレシはUFC 312の試合前記者会見に「TRUMP PREFERS CHAMPIONS」（トランプはチャンピオンを好む）とプリントされたTシャツを着て登場し、さらに「ドナルド・トランプ大統領が再選したのは本当に素晴らしいことだ。彼は素晴らしい大統領だと思うし、UFC 290で彼と会えたのはとても光栄だった」「トランプ大統領を支持している同胞のイーロン・マスクに賞賛を贈りたい。彼は正しいことをした」と発言し、南アフリカ国内で物議を醸した。過去にデュ・プレシは「南アフリカ政府が世界最悪であることは間違いない。我が国の政治は並外れて悪い」と南アフリカ政府を批判していた[15]。
- 英語とアフリカーンス語の2カ国語を話すことができる。

## 戦績
| 総合格闘技 戦績 | 総合格闘技 戦績 | 総合格闘技 戦績 | 総合格闘技 戦績 | 総合格闘技 戦績 | 総合格闘技 戦績 | 総合格闘技 戦績 |
| --------------- | --------------- | --------------- | --------------- | --------------- | --------------- | --------------- |
| 26 試合         | (T)KO           | 一本            | 判定            | その他          | 引き分け        | 無効試合        |
| 23 勝           | 9               | 11              | 3               | 0               | 0               | 0               |
| 3 敗            | 1               | 1               | 1               | 0               | 0               | 0               |

| 勝敗 | 対戦相手                             | 試合結果                             | 大会名                                                                 | 開催年月日     |
| ×    | カムザット・チマエフ                 | 5分5R終了 判定0-3                    | UFC 319: du Plessis vs. Chimaev 【UFC世界ミドル級タイトルマッチ】      | 2025年8月16日  |
| ○    | ショーン・ストリックランド           | 5分5R終了 判定3-0                    | UFC 312: du Plessis vs. Strickland 2 【UFC世界ミドル級タイトルマッチ】 | 2025年2月8日   |
| ○    | イスラエル・アデサンヤ               | 4R 3:38 リアネイキドチョーク         | UFC 305: du Plessis vs. Adesanya 【UFC世界ミドル級タイトルマッチ】     | 2024年8月18日  |
| ○    | ショーン・ストリックランド           | 5分5R終了 判定2-1                    | UFC 297: Strickland vs. du Plessis 【UFC世界ミドル級タイトルマッチ】   | 2024年1月20日  |
| ○    | ロバート・ウィテカー                 | 2R 2:23 TKO（スタンドパンチ連打）    | UFC 290: Volkanovski vs. Rodríguez                                     | 2023年7月8日   |
| ○    | デレク・ブランソン                   | 2R 4:59 TKO（コーナーストップ）      | UFC 285: Jones vs. Gane                                                | 2023年3月4日   |
| ○    | ダレン・ティル                       | 3R 2:43 リアネイキドチョーク         | UFC 282: Błachowicz vs. Ankalaev                                       | 2022年12月10日 |
| ○    | ブラッド・タヴァレス                 | 5分3R終了 判定3-0                    | UFC 276: Adesanya vs. Cannonier                                        | 2022年7月2日   |
| ○    | トレヴィン・ジャイルズ               | 2R 1:41 KO（右ストレート→パウンド）  | UFC 264: Poirier vs. McGregor 3                                        | 2021年7月10日  |
| ○    | マルクス・ペレス                     | 1R 3:22 KO（左フック→パウンド）      | UFC Fight Night: Moraes vs. Sandhagen                                  | 2020年10月10日 |
| ○    | ブレンダン・レサール                 | 1R 4:15 ギロチンチョーク             | EFC Africa 83 【EFCミドル級王座統一戦】                                | 2019年12月14日 |
| ○    | ジョイルトン・サントス               | 2R 3:04 TKO（パンチ連打）            | KSW 50: London                                                         | 2019年9月14日  |
| ×    | ロベルト・ソルディッチ               | 3R 2:26 TKO（左ストレート→パウンド） | KSW 45: De Fries vs. Bedorf 【KSWウェルター級タイトルマッチ】          | 2018年10月6日  |
| ○    | ロベルト・ソルディッチ               | 2R 1:38 KO（左フック→パウンド）      | KSW 43: Soldić vs. Du Plessis 【KSWウェルター級タイトルマッチ】        | 2018年4月14日  |
| ○    | ヤニック・バハティ                   | 1R 1:30 ギロチンチョーク             | EFC Africa 62 【EFCミドル級タイトルマッチ】                            | 2017年8月19日  |
| ○    | マウリシオ・ダ・ロチャ・ジュニオール | 1R 3:58 TKO（パンチ連打）            | EFC Africa 59                                                          | 2017年5月13日  |
| ○    | ラファル・ハラティ                   | 2R 3:34 ギロチンチョーク             | EFC Africa 56                                                          | 2016年12月9日  |
| ○    | マーティン・ヴァン・ステイデン       | 3R 3:59 ギロチンチョーク             | EFC Africa 50 【EFCウェルター級王座決定戦】                            | 2016年6月17日  |
| ○    | ブルーノ・ムクル                     | 2R 2:50 リアネイキドチョーク         | EFC Africa 46                                                          | 2015年12月12日 |
| ○    | ディノ・バガッティン                 | 2R 3:33 リアネイキドチョーク         | EFC Africa 40                                                          | 2015年6月6日   |
| ○    | ダレン・ダニエル                     | 1R 4:50 リアネイキドチョーク         | EFC Africa 37                                                          | 2015年2月21日  |
| ×    | ガレス・マクレラン                   | 3R 2:12 ギロチンチョーク             | EFC Africa 33 【EFCミドル級タイトルマッチ】                            | 2014年8月30日  |
| ○    | ドナヴィン・ホーキー                 | 1R 4:50 TKO（パウンド）              | EFC Africa 27                                                          | 2014年2月27日  |
| ○    | バリー・ブリッツ                     | 3R 1:54 KO（パンチ連打）             | EFC Africa 24                                                          | 2013年10月10日 |
| ○    | ブルーノ・ムクル                     | 1R 2:34 リアネイキドチョーク         | EFC Africa 23                                                          | 2013年9月12日  |
| ○    | ツカング・マクエボ                   | 1R 1:18 TKO（膝の負傷）              | EFC Africa 21                                                          | 2013年7月25日  |

## 獲得タイトル
- 第4代KSWウェルター級王座（2018年）
- 第6代EFCミドル級王座（2017年）
- 第8代EFCウェルター級王座（2016年）
- 第15代UFC世界ミドル級王座（2024年）

## 表彰
- UFC パフォーマンス・オブ・ザ・ナイト（2回）
- UFC ファイト・オブ・ザ・ナイト（2回）
- KSW パフォーマンス・オブ・ザ・ナイト（1回）
- KSW ファイト・オブ・ザ・ナイト（1回）